# Iput (Fluss)
Die Iput (russisch Ипуть; belarussisch Іпуць, Ipuz) ist ein 437 km langer linker Nebenfluss des Sosch im Osten von Belarus und Westen von Russland.
Die Iput entspringt beim Dorf Nedwed im Rajon Klimawitschy im Osten der belarussischen Mahiljouskaja Woblasz. Sie fließt zunächst nach Nordosten und erreicht nach gut 20 km die russische Oblast Smolensk. Dort wendet sie sich bald nach Süden, dann nach Südwesten und behält diese Richtung auf ihrem Lauf westlich der Mittelrussischen Platte, vorwiegend durch die Oblast Brjansk, weitgehend bei. Abschnittsweise mäandriert der Fluss stark. Im Unterlauf erreicht die Iput den Nordteil der Dneprniederung und wiederum Belarus, dessen Homelskaja Woblasz sie noch gut 40 km in westlicher Richtung durchfließt, bis sie schließlich am Ostrand der Großstadt Homel in den Sosch mündet.

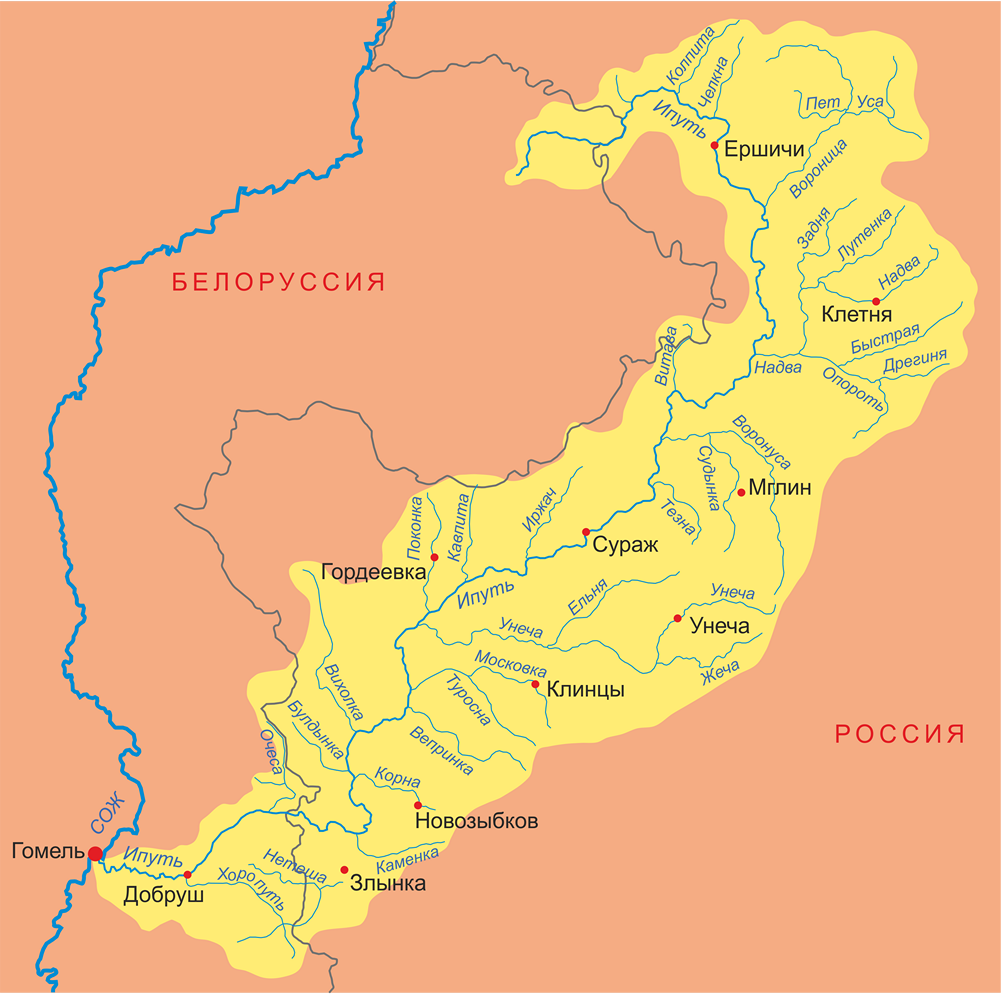
Einzugsgebiet der Iput

Das Einzugsgebiet des Flusses umfasst 10.900 km². Die bedeutendsten Nebenflüsse sind Woroniza (Länge 74 km), Nadwa (96 km), Woronussa (92 km) und Unetscha (105 km), alle von links. Der Abfluss am Pegel Nowyje Bobowitschi 109 km oberhalb der Mündung beträgt im Jahresmittel 83,4 m³/s. Die Iput friert gewöhnlich zwischen Ende November und Ende März/Anfang April zu.
Die größten Ortschaften am Fluss neben Homel sind die Kleinstädte Surasch in Russland und Dobrusch in Belarus; andere größere Orte im Einzugsgebiet sind Kletnja, Klinzy, Mglin, Nowosybkow, Slynka und Unetscha, sämtlich in der russischen Oblast Brjansk.